# Гордата Аси
Гордата Аси (на турски: Asi) е турски драматичен сериал, излязъл на телевизионния екран през 2007 г.

## Сюжет
Действието на сериала се развива в провинциална част на Антакия и се върти около живота на Аси Козджуоглу (Туба Бююкюстюн) и Демир Доган (Мурат Йълдъръм) и съответните им семейства.
В продължение на три поколения семейство Козджуоглу притежава известна плантация в Антакия. Поддържането на тази ферма жива е тяхната основна цел. Собственикът Ихсан Козджуоглу (Четин Текиндор) и дъщеря му Аси работят и живеят за земята си. Преди години майката на Демир, Емине (Елиф Сюмбюл Серт), и леля му Сюхейла (Тюлай Гюнал), са били работници във фермата Козджуоглу, докато майка му не се удавя с двете си деца Демир и Мелек в близката река, наречена Asi /Orontes (съвременното име "Аси" означава ("бунтовник"), тъй като реката тече от юг на север за разлика от останалите реки в региона.). Децата й Демир и Мелек оцеляват и продължават да живеят при леля си Сюхейла. Демир се завръща в родния си град като богат бизнесмен. Все още огорчен от обстоятелствата, довели майка му до смъртта й, той среща Аси и веднага е привлечен от нея. Въпреки това животът на семейство Козджуоглу и семейството на Демир носят повече връзки от миналото, които сякаш постоянно се намират между тях. Семейните тайни започват да се разплитат, след като Сюхейла се завръща, за да бъде с племенника си Демир. Убийство, смърт, афери и любовно дете се разкриват, когато животът на всеки се обръща с главата надолу, когато десетилетни тайни изплуват на повърхността. Любовта на Демир и Аси е изпитана до краен предел, докато те се борят да задържат привързаността си, докато светът им се руши около тях.

## Излъчване
| Сезон | Сезон | Епизоди | Начало на сезона  | Край на сезона | Всички епизоди | ТВ сезон    | ТВ канал |
| ----- | ----- | ------- | ----------------- | -------------- | -------------- | ----------- | -------- |
|       | 1     | 34      | 26 октомври 2007  | 27 юни 2008    | 1 – 34         | 2007 – 2008 | Kanal D  |
|       | 2     | 37      | 12 септември 2008 | 19 юни 2009    | 35 – 71        | 2008 – 2009 | Kanal D  |

## Актьорски състав
- Туба Бююкюстюн – Асие Козджуоглу „Аси“
- Мурат Йълдъръм – Демир Доган
- Четин Текиндор – Ихсан Козджуоолу
- Нур Сюрер – Нериман Козджуоглу
- Джемал Хюнал – Керим Акбар
- Селма Ергеч – Дефне Козджуоглу
- Тюлай Гюнал – Сюхейла
- Тюлай Бурса – Фатма
- Неджметин Чобаноолу – Йоккеш
- Сайгън Сойсал – Аслан Козджуоолу
- Ибрахим Бозгюней – Ариф
- Аслъхан Гюнер – Гонджа Козджуоолу
- Онур Сайлак – Зия
- Елиф Сьонмез – Мелек Доган
- Кенан Бал – Намък
- Дилара Девирен/Зейнеп Чопур – Джейлан Козджуоолу
- Тунджел Куртиз – Джемал Ага
- Айча Айсун Туран – Лейля Акбар
- Шахназ Чакъралп – Сармашък
- Сетенай Йенер – Севинч
- Канболат Гьоркем Арслан – Али Юугур
- Емрах Елчибога – Зафер
- Мендерес Саманджилар – Хайдар Доган
- Чаала Чакар – Асия
- Елиф Суде Дорукоолу – Елиф
- Ели Манго – Мадам
- Езги Челик – Инджи
- Ремзи Еврен – Махмут
- Елвин Айдооду – Джеврие
- Елиф Сюмбюл Серт – Емине Доган
- Салахсун Хекимоолу – Реха
- Мурат Чамур – Каан

## В България
В България започва излъчване на 31 август 2009 г. по Нова телевизия и завършва на 12 януари 2010 г. Повторенията му са по Диема Фемили. Дублажа е на Арс Диджитал Студио. Ролите се озвучават от Таня Димитрова, Татяна Захова, Лидия Михова, Васил Бинев и Илиян Пенев.

## Версии
- Осмелявам се да те обичам, мексиканска теленовела от 2025 г., адаптирана от Катя Родригес Естрада и Доменика Тарейо, режисирана от Фернандо Несме и Клаудия Елиса Агилар и продуцирана от Салвадор Мехия за ТелевисаУнивисион, с участието на Кимбърли дос Рамос и Родриго Гирао.